# Jaime Santos Latasa
Pour les articles homonymes, voir Santos (homonymie).
Jaime Santos Latasa est un joueur d'échecs espagnol né le 3 juillet 1996 à León. 
Au 1er mai 2025, il est le sixième joueur espagnol avec un classement Elo de 2 620 points.

## Biographie et carrière
Grand maître international depuis 2018, Santos Latasa finit deuxième du championnat d'Espagne en 2020, à égalité de points avec le vainqueur David Antón Guijarro.
Santos Latasa est invité régulièrement au tournoi rapide de León. En juillet 2020, lors du tournoi rapide en ligne de León, il bat Alexeï Chirov en demi-finale puis est battu en finale par Leinier Dominguez Perez.
Lors de la Coupe du monde d'échecs 2023, il bat le Taïwanais Austin Yang Ching-Wei  au premier tour, puis Georg Meier au deuxième tour. Il gagne contre Teimour Radjabov au troisième tour, puis est battu par le Suédois Nils Grandelius au quatrième tour (seizième de finale).